# Amathuxidia porthaon
Amathuxidia porthaon är en fjärilsart som beskrevs av Felder 1866. Amathuxidia porthaon ingår i släktet Amathuxidia och familjen praktfjärilar. Inga underarter finns listade i Catalogue of Life.